# Róbert Nagy
Róbert Nagy (Bratislava, 4 de noviembre de 1972) es un ciclista eslovaco ya retirado.

## Palmarés
| 1999 - 1 etapa del Tour de Yugoslavia 2000 - 2.º en el Campeonato de Eslovaquia Contrarreloj - Campeonato de Eslovaquia en Ruta 2001 - 3.º en el Campeonato de Eslovaquia Contrarreloj 2002 - 1 etapa del The Paths of King Nikola - 1 etapa del Gran Premio Ciclista de Gemenc - 2.º en el Campeonato de Eslovaquia en Ruta 2003 - Campeonato de Eslovaquia Contrarreloj | 2004 - 3.º en el Campeonato de Eslovaquia Contrarreloj 2007 - 1 etapa del Tour de Hungría 2008 - 2.º en el Campeonato de Eslovaquia Contrarreloj 2009 - 3.º en el Campeonato de Eslovaquia Contrarreloj 2010 - 3.º en el Campeonato de Eslovaquia Contrarreloj 2011 - 3.º en el Campeonato de Eslovaquia Contrarreloj |